# Heinrich Möller (Bildhauer)
Heinrich Hermann Christian Möller (* 20. August 1835 in Altona; † 11. September 1929 in Linda) war ein deutscher Bildhauer.  

## Leben

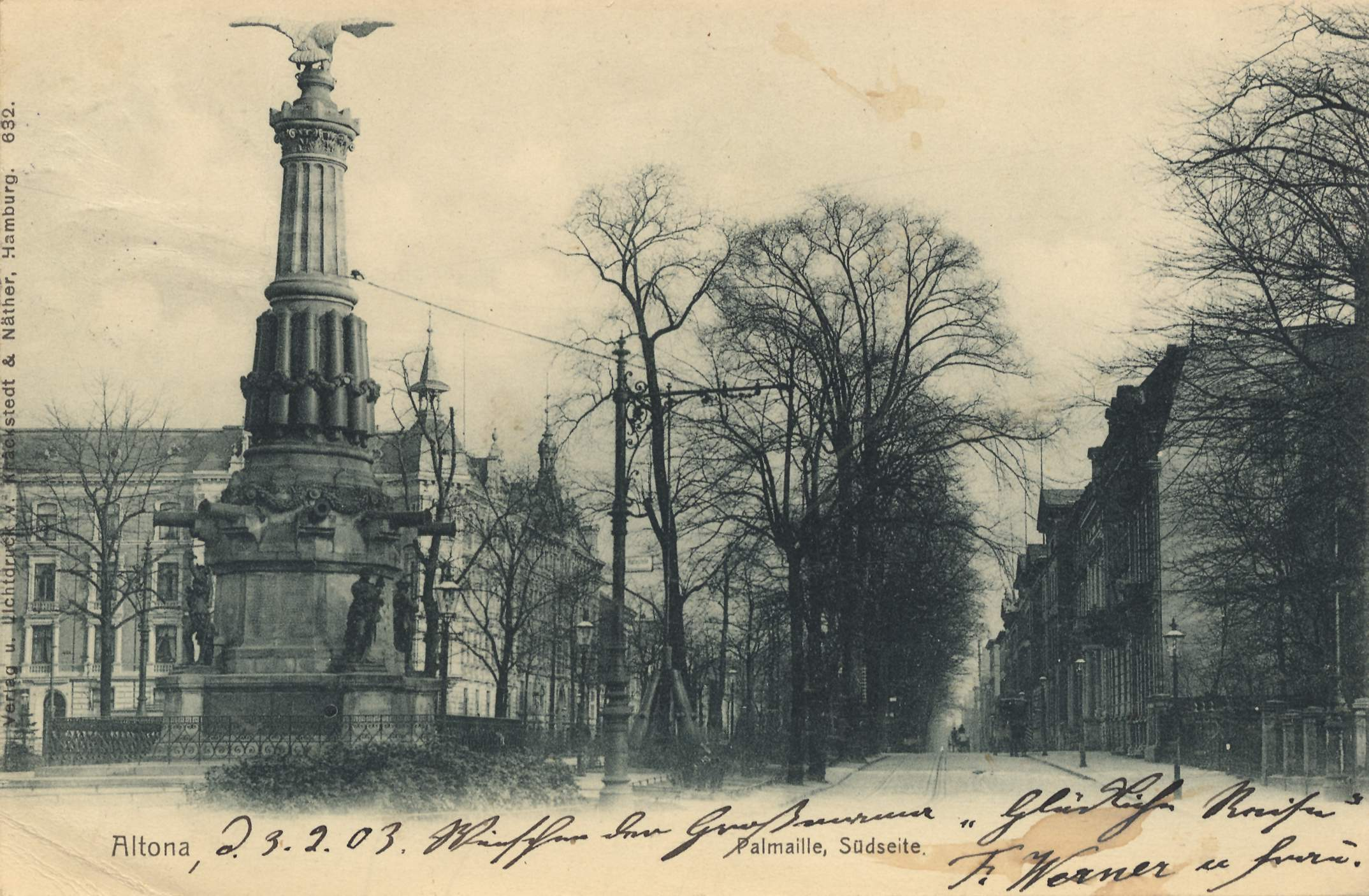
Siegessäule, Altona

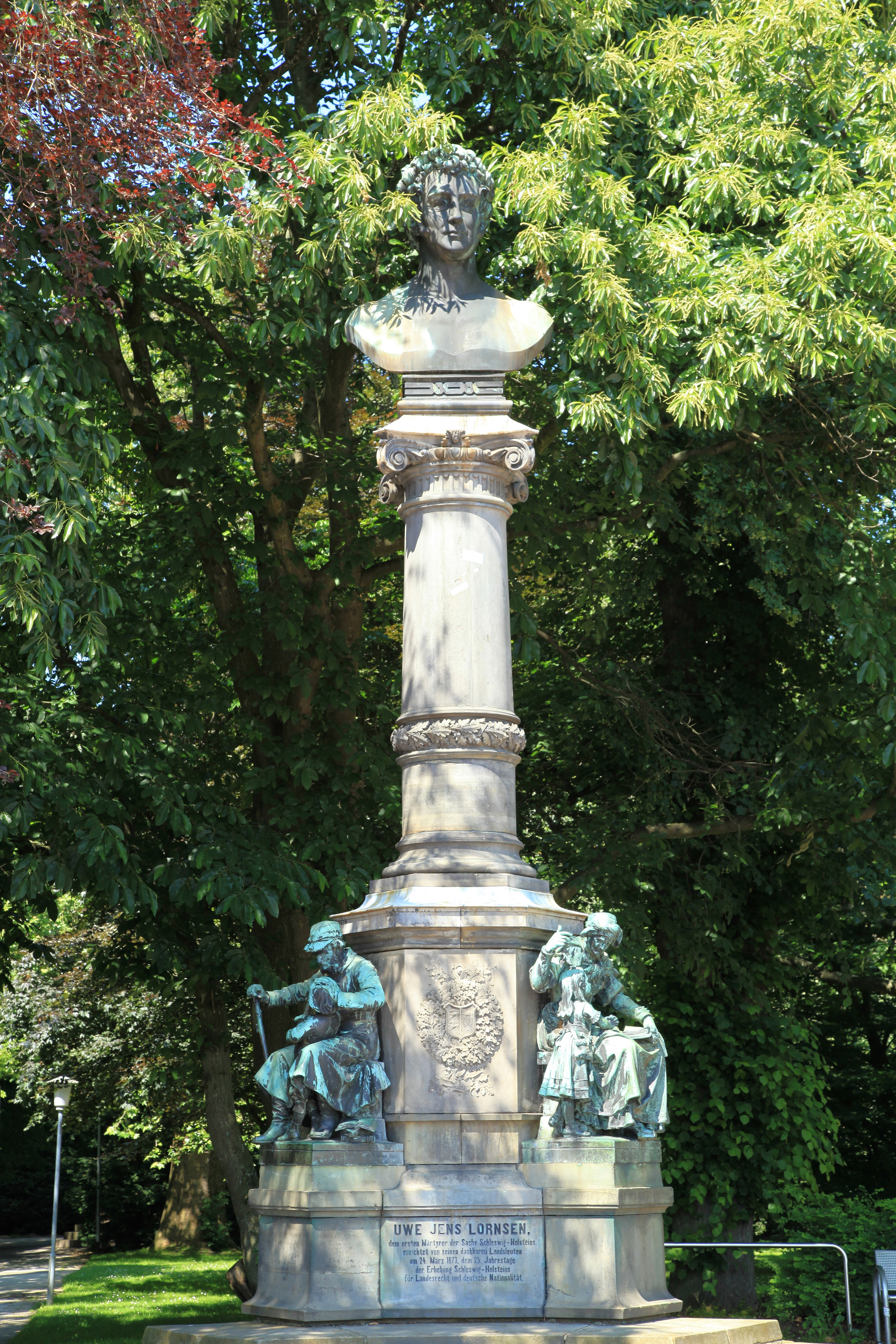
Uwe-Jens-Lornsen-Denkmal, Rendsburg

Möller wuchs in ärmlichen Verhältnissen in seiner Geburtsstadt Altona auf und musste schon als Kind zum Lebensunterhalt der Familie beitragen. Er arbeitete unter anderem in verschiedenen Fabriken, bei einem Seiler und im Reitstall, bevor er schließlich eine Stelle als Diener bei Konsul Dr. Hesse antrat. Dieser wurde zu Möllers Förderer und ermöglichte ihm mit 15 Jahren erstmals den Schulbesuch, zunächst an der städtischen Abendschule und später an der Realschule in Nienburg. Mit dem Wunsch, Bildhauer zu werden, studierte Möller an der Akademie München und dann an der Dresdener Akademie, seit 1862 bei Johannes Schilling. Er unternahm Studienreisen nach England, Belgien, Holland, Dänemark, Schweden und Italien, bevor er nach Dresden zurückkehrte und dort als Bildhauer tätig war.
Bereits mit einem frühen Werk, das in Schillings Atelier entstand – der Plastik Faun und Satyr, Becken schlagend – erregte Möller Aufmerksamkeit auf Ausstellungen in Dresden und Hamburg. Auch auf der Weltausstellung Paris 1867 wurde es gezeigt. Neben weiteren kleinformatigen, humoristischen Genrefiguren in Bronze, schuf er vor allem Denkmäler und bauplastische Reliefs. Möller war Mitglied der Dresdner Freimaurerloge Zum goldenen Apfel.

## Werkliste (Auswahl)
- 1875 Altona: Siegessäule
- 1876 Bad Neuenahr: Kreuzbergdenkmal
- 1877 Altona: Voglerdenkmal
- 1877 Hamburg: Koopmann-Denkmal
- 1877 Altona: Stuhlmann-Denkmal
- 1879 Rendsburg: Lornsen-Denkmal (Schleswig-Holsteinisches Landesdenkmal)
- 1880 Altona: Siegesdenkmal
- 1899 Bremen: Bremer Stadtmusikanten (im Bremer Ratskeller)